# Brajniki
Brajniki (deutsch Braynicken) ist ein kleines Dorf in der polnischen Woiwodschaft Ermland-Masuren und gehört zur Landgemeinde Jedwabno (1938 bis 1945 Gedwangen) im Powiat Szczycieński (Kreis Ortelsburg).

## Geographische Lage
Brajniki liegt am Westufer des Braynicker Sees (polnisch Jezioro Brajnickie) in der südlichen Mitte der Woiwodschaft Ermland-Masuren, 34 Kilometer nordöstlich der früheren Kreisstadt Neidenburg (polnisch Nidzica) bzw. elf Kilometer westlich der heutigen Kreismetropole Szczytno (deutsch Ortelsburg).

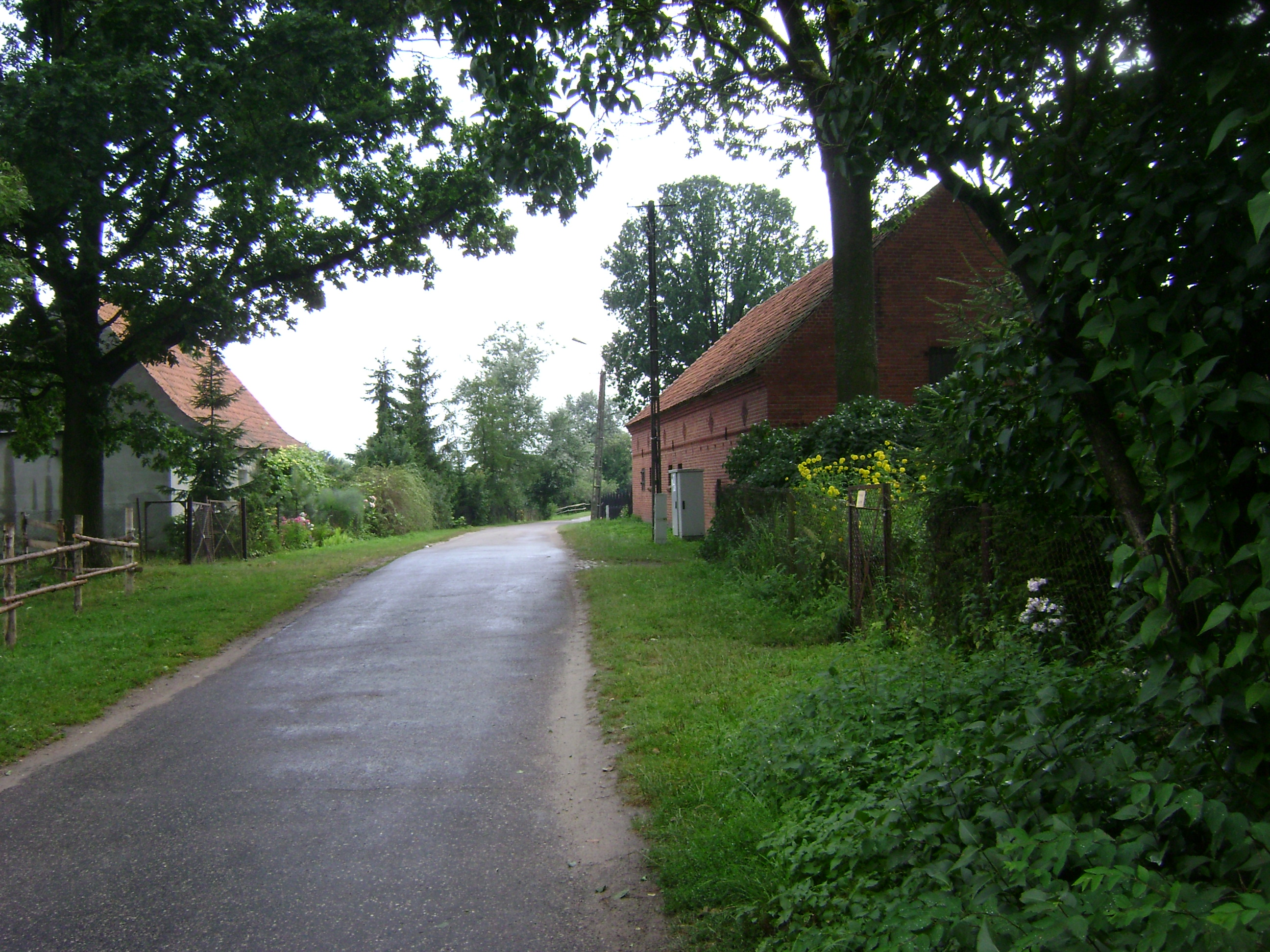
Dorfstraße in Brajniki

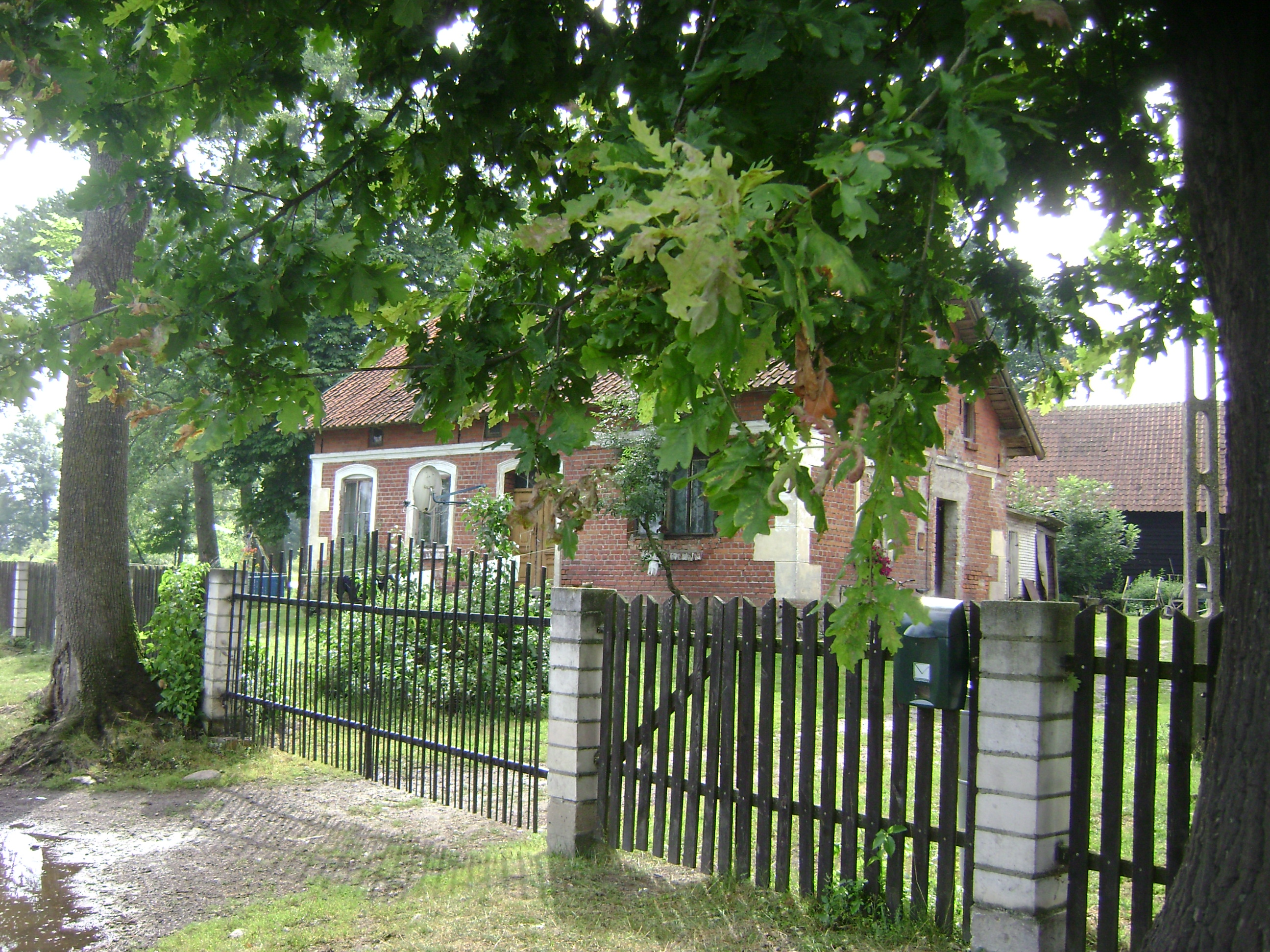
Anwesen in Brajniki

|  |

## Geschichte
Das seinerzeit Braniken, nach 1574 Brayninka und nach 1785 Brayniken genannte kleine Dorf wurde im Jahre 1383 gegründet. Zwischen 1874 und 1945 war es in den Amtsbezirk Burdungen (polnisch Burdąg) im ostpreußischen Kreis Neidenburg eingegliedert.
Die Zahl der Einwohner Braynickens belief sich 1910 auf 178, 1933 auf 196 und 1939 auf 173.
In Kriegsfolge kam Braynicken 1945 mit dem gesamten südlichen Ostpreußen zu Polen. Der Ort erhielt die polnische Namensform „Brajniki“ und ist heute mit dem  Sitz eines Schulzenamtes (polnisch Sołectwo) eine Ortschaft im Verbund der Landgemeinde Jedwabno (1938 bis 1945 Gedwangen) im Powiat Szczycieński (Kreis Ortelsburg), bis 1998 der Woiwodschaft Olsztyn, seither der Woiwodschaft Ermland-Masuren zugehörig. Im Jahre 2011 zählte Brajniki 93 Einwohner.

## Kirche
Bis 1945 war Braynicken in die evangelische Kirche Neuhof (Kreis Neidenburg) in der Kirchenprovinz Ostpreußen der Kirche der Altpreußischen Union sowie zur römisch-katholischen Kirche Jedwabno im damaligen Bistum Ermland eingepfarrt. Heute gehört Brajniki evangelischerseits zur Kirche Jedwabno in der Diözese Masuren der Evangelisch-Augsburgischen Kirche in Polen und außerdem katholischerseits zur St.-Adalbert-Kirche Nowy Dwór im jetzigen Erzbistum Ermland.

## Verkehr

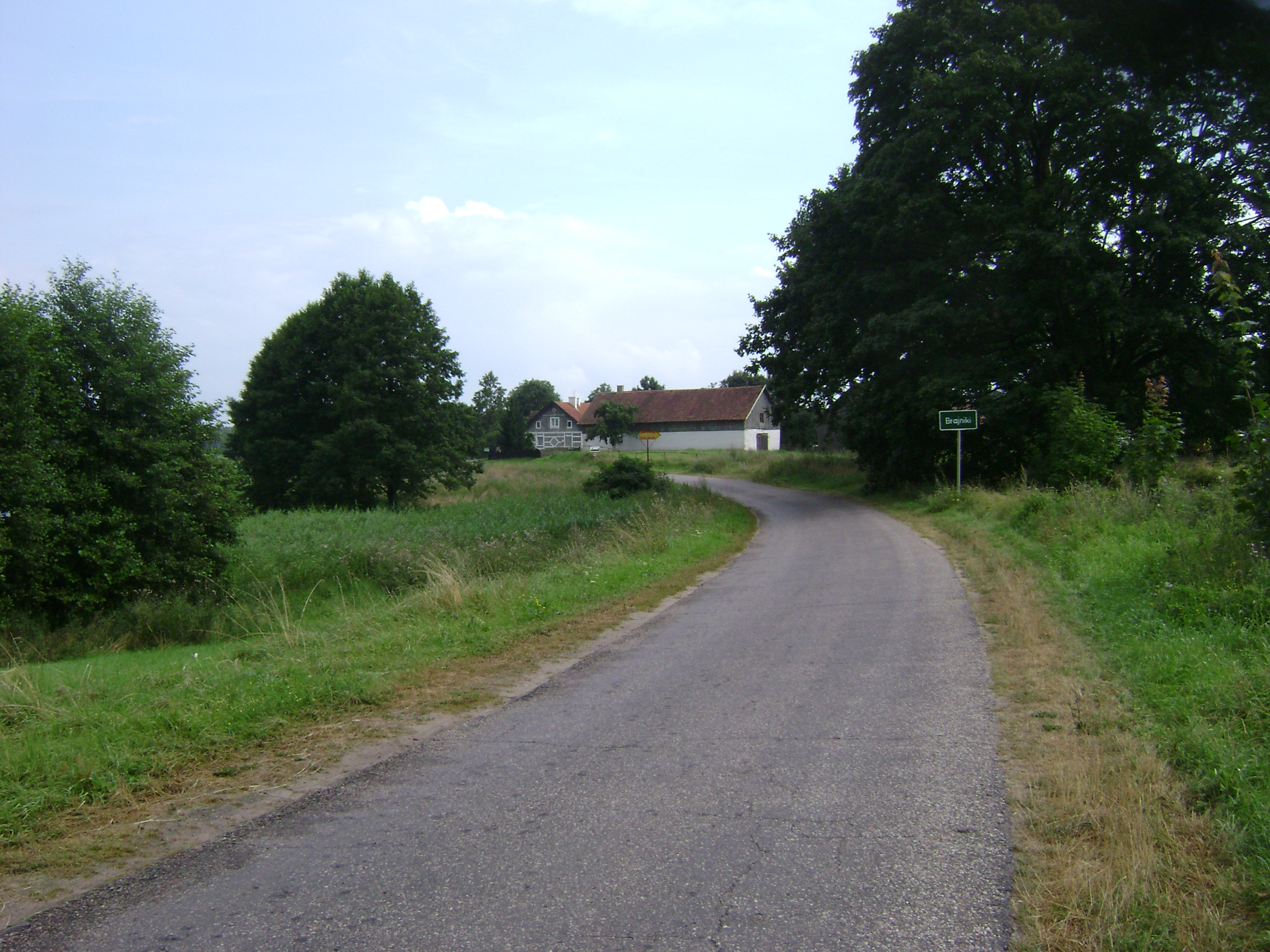
Ortseinfahrt Brajniki

Brajniki ist von der Landesstraße 58 aus im Abzweig Warchały (Warchallen) auf einer Nebenstraße Richtung Witowo (Ittowen, 1927 bis 1945 Gittau) zu erreichen. Ein Anschluss an den Bahnverkehr besteht nicht.